# Jochen Rindt
Karl Jochen Rindt (Maguncia, Alemania; 18 de abril de 1942-Autodromo Nazionale di Monza, Monza, Italia; 5 de septiembre de 1970) fue un piloto de automovilismo austriaco de origen alemán, que destacó a fines de la década de 1960. Ganó el Campeonato Mundial de Fórmula 1 en 1970, y resultó tercero en 1966 y cuarto en 1969, obteniendo en total seis victorias, trece podios y diez pole positions. Protagonizó el único caso en la historia de dicha categoría, de una coronación póstuma como campeón, pues falleció en las prácticas del Gran Premio de Italia de 1970.
Rindt comenzó a competir en el automovilismo en 1961. Cambiando a monoplazas en 1963, tuvo éxito tanto en la Fórmula Júnior como en la Fórmula 2. En 1964, Rindt hizo su debut en la Fórmula 1 en el Gran Premio de Austria, antes de asegurarse una carrera completa con Cooper en 1965. Después de resultados mixtos con el equipo, se cambió a Brabham en 1968 y luego a Lotus en 1969. Fue en Lotus donde Rindt encontró un automóvil competitivo, aunque a menudo le preocupaba la seguridad de los vehículos Lotus notoriamente poco confiables. Ganó su primera carrera de Fórmula 1 en 1969 en el Gran Premio de Estados Unidos. Tuvo una temporada de 1970 muy exitosa, principalmente compitiendo con el revolucionario Lotus 72 y ganó cinco de las primeras nueve carreras. En la práctica para el Gran Premio de Italia en Monza, trompeó contra las barandillas después de una falla en el eje del freno de su automóvil. Rindt murió debido a graves heridas en la garganta causadas por su cinturón de seguridad. Fue declarado muerto mientras se dirigía al hospital. Como su competidor más cercano, Jacky Ickx no pudo sumar suficientes puntos en las carreras restantes de la temporada, Rindt recibió el Campeonato Mundial a título póstumo. A Rindt le sobrevivió su esposa, Nina, y una hija, Natasha.
En general, compitió en 62 Grandes Premios, ganó seis y logró 13 podios. También tuvo éxito en las carreras de autos deportivos, ganando las 24 Horas de Le Mans de 1965 junto con Masten Gregory en un Ferrari 250LM.
Rindt era una figura popular en Austria y su éxito resultó en un mayor interés por los deportes de motor y la Fórmula 1 en particular. Presentó un programa de televisión mensual titulado Motorama y montó una exitosa exhibición de autos de carrera en Viena. Durante su tiempo en la Fórmula 1, estuvo involucrado, junto a Jackie Stewart, en una campaña para mejorar la seguridad en la Fórmula 1.

## Biografía
Jochen Rindt nació en el Hospital de la Universidad Johannes Gutenberg de Maguncia, Alemania. Después del fallecimiento de sus padres, durante la operación Gomorra de la Segunda Guerra Mundial, en Hamburgo, el joven Jochen se mudó con sus abuelos a Graz, Austria, donde creció y empezó a correr en competiciones automovilísticas. Aunque siempre corrió con una licencia austríaca, jamás adquirió la nacionalidad austríaca, conservando la alemana.
Aparte de su actividad en Fórmula 1, Rindt ganó las 24 Horas de Le Mans de 1965 con un Ferrari 250LM del equipo NART, y fue subcampeón de la Tasman Series en 1969. Además, disputó las 500 Millas de Indianápolis de 1967 y 1968, abandonando ambas veces por fallo mecánica.
Rindt debutó en la Fórmula 1 en el Gran Premio de Austria de 1964 con un Brabham del equipo de Rob Walker. En 1965 se convirtió en piloto oficial de Cooper. Ese año obtuvo un cuarto puesto en Alemania y un sexto en Estados Unidos, quedando así 13.º en el campeonato.
El austríaco consiguió en 1966 dos segundos puestos en Bélgica y Estados Unidos, un tercero en Alemania y otros tres resultados puntuables. Así, se colocó tercero en el campeonato, por detrás de Jack Brabham y John Surtees. En 1967 logró dos cuartos puestos pero abandonó en las demás carreras, de manera que se ubicó 13.º en la clasificación final.
En 1968, Rindt pasó a ser piloto de Brabham. Fue tercero en Sudáfrica y Alemania, pero acumuló abandonos en diez carreras, por lo que acabó 12.º en el campeonato.
El Lotus contrató a Rindt para la temporada 1969 de Fórmula 1. Venció en Estados Unidos, llegó segundo en Italia, tercero en Canadá y cuarto en Gran Bretaña. Esto le permitió alcanzar la cuarta colocación final, por detrás de Jackie Stewart, Jacky Ickx y Bruce McLaren.
Continuando con Lotus en 1970, el austríaco ganó los Grandes Premios de Mónaco, Holanda, Francia Gran Bretaña y Alemania.

### Muerte
Durante las prácticas del Gran Premio de Italia, el 5 de septiembre de 1970, Rindt falleció al chocar su automóvil. Tras una maniobra efectuada para encarar la famosa curva "Parabólica", su auto quedó bloqueado sin poder describir la trayectoria de dicha curva, teniendo en cuenta que la curva parabólica es a la derecha, su trayectoria continuó en línea recta chocando a gran velocidad contra el muro. Rindt se fracturó ambas piernas, clavándose algunas piezas del monoplaza en el pecho y abdomen y falleciendo al poco tiempo.
El propio Jochen Rindt reconoció antes de la clasificación que una de sus ruedas tenía problemas al girar. Después del accidente el diseñador del Lotus 72 y propietario de la escudería Lotus, Colin Chapman, recibió duras críticas por lo que se consideraba que sus diseños de avanzada de sus autos no respetaban a veces cuestiones básicas de seguridad con tal de ser más rápidos. Según Denny Hulme, que le seguía detrás a unos 400 metros, dijo que durante la mitad de la recta posterior a la Vialone, el coche iba en zigzag, hasta que hizo un recto contra el muro girando a izquierda, por lo que se consideró que finalmente su accidente ocurrió debido a desperfectos del automóvil y no a un error de conducción.
Luego de Italia aún quedaban otras tres carreras por disputar antes de la finalización del campeonato. El puntaje de Rindt no fue superado por sus rivales, entre los que se encontraban Stewart, Ickx y Denny Hulme, por lo que el austríaco fue coronado campeón mundial de 1970 de manera póstuma.
Una de las curvas de Österreichring lleva el nombre Rindt. En 1971 se creó el Trofeo Jochen Rindt como homenaje al piloto, del cual se realizaron ediciones entre 1971 y 1985. Además, el piloto fue homenajeado en la canción "Der Champion" del músico Udo Jürgens. 

## Resultados

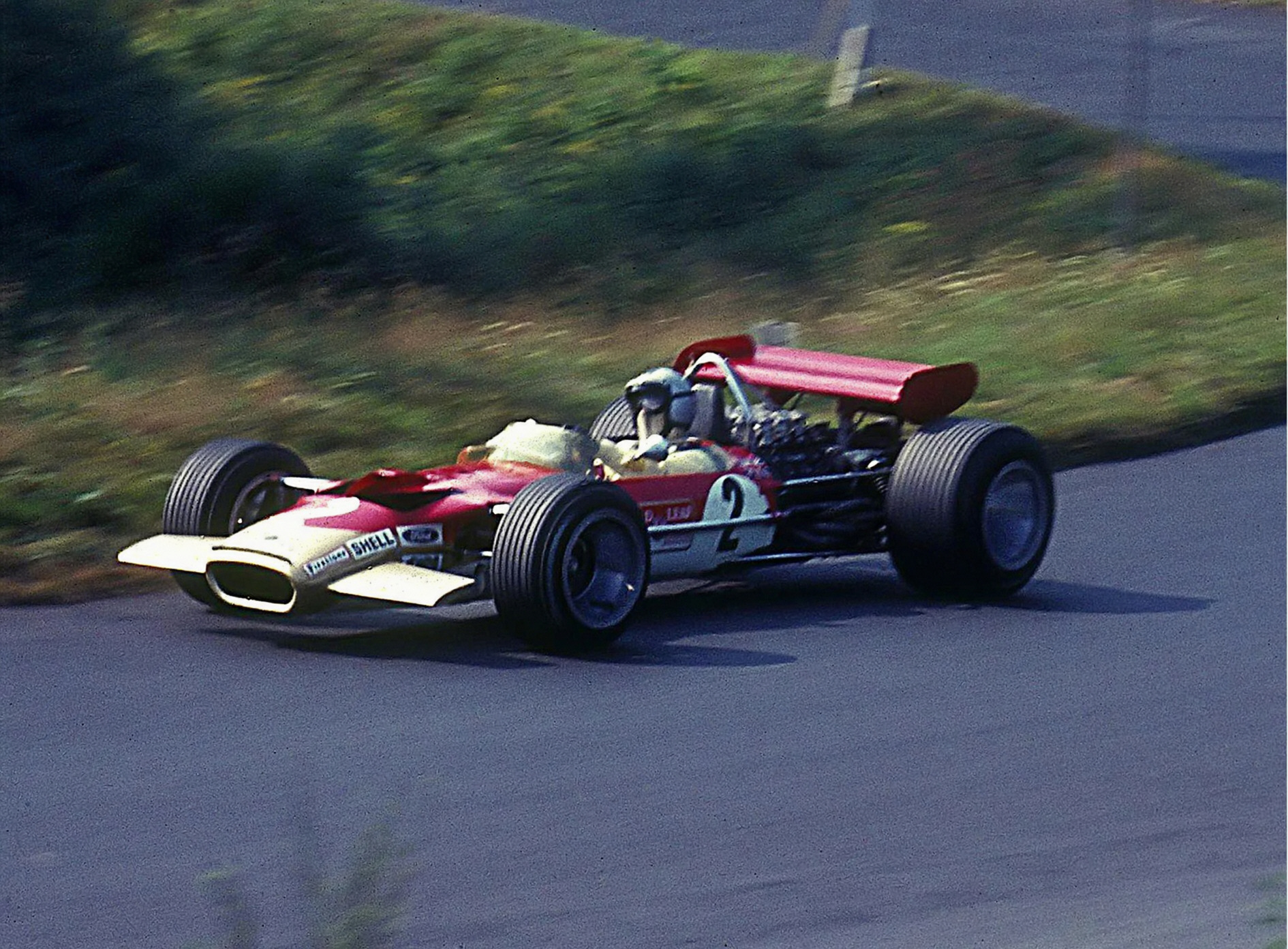
Jochen en el GP de Alemania de 1969.

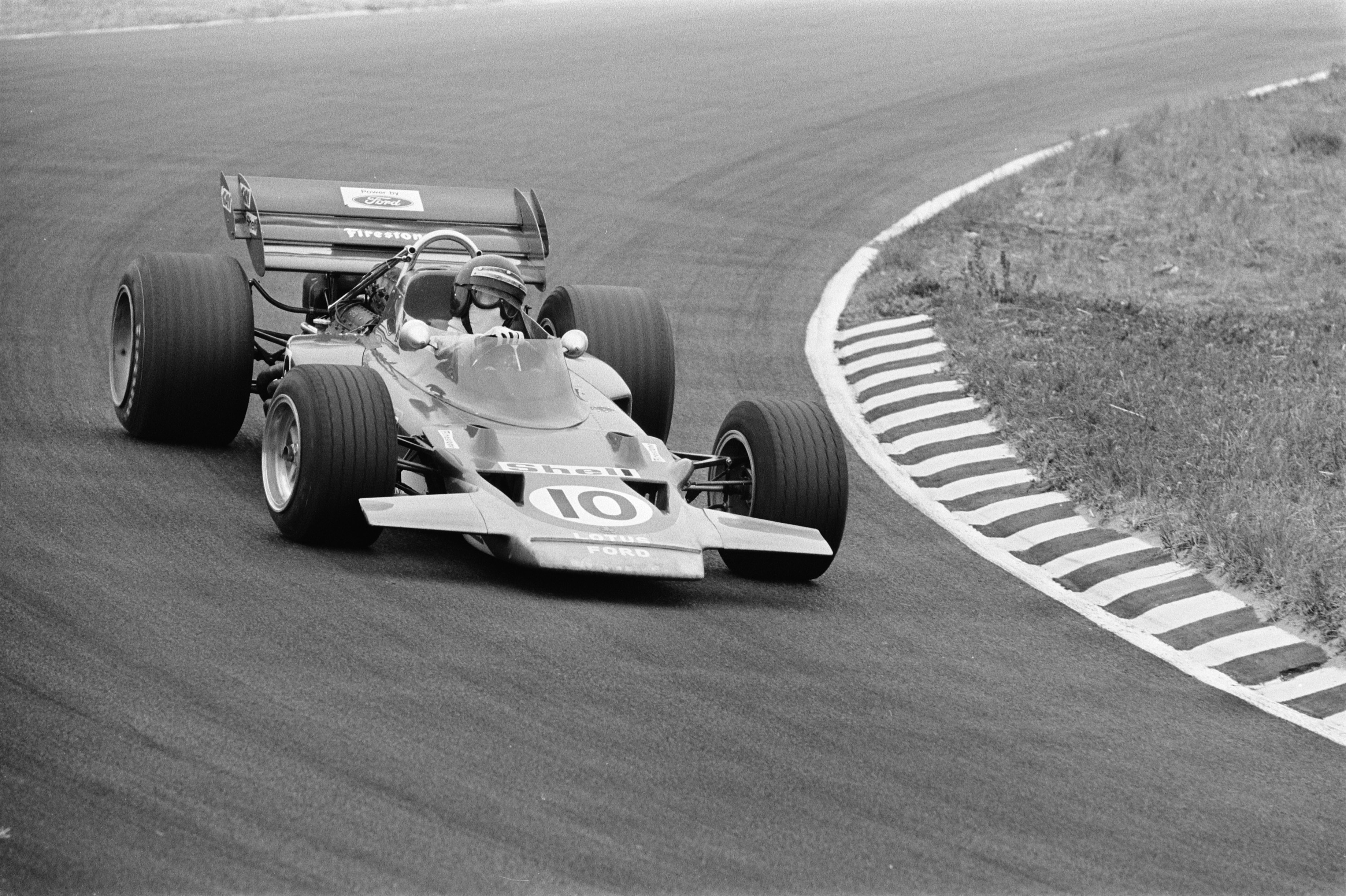
Rindt en el GP de Países Bajos de 1970.

### Fórmula 1
(Clave) (negrita indica pole position) (cursiva indica vuelta rápida)

| Año     | Escudería                   | 1       | 2       | 3       | 4       | 5       | 6       | 7       | 8       | 9       | 10      | 11      | 12      | 13  | Pos. | Puntos  |
| ------- | --------------------------- | ------- | ------- | ------- | ------- | ------- | ------- | ------- | ------- | ------- | ------- | ------- | ------- | --- | ---- | ------- |
| 1964    | Rob Walker Racing Team      | MON     | NED     | BEL     | FRA     | GBR     | GER     | AUT Ret | ITA     | USA     | MEX     |         |         |     | 23.º | 0       |
| 1965    | Cooper Car Company          | RSA Ret | MON DNQ | BEL 11  | FRA Ret | GBR 14  | NED Ret | GER 4   | ITA 8   | USA 6   | MEX Ret |         |         |     | 13.º | 4       |
| 1966    | Cooper Car Company          | MON Ret | BEL 2   | FRA 4   | GBR 5   | NED Ret | GER 3   | ITA 4   | USA 2   | MEX Ret |         |         |         |     | 3.º  | 22 (24) |
| 1967    | Cooper Car Company          | RSA Ret | MON Ret | NED Ret | BEL 4   | FRA Ret | GBR Ret | GER Ret | CAN Ret | ITA 4   | USA Ret | MEX     |         |     | 13.º | 6       |
| 1968    | Brabham Racing Organisation | RSA 3   | ESP Ret | MON Ret | BEL Ret | NED Ret | FRA Ret | GBR Ret | GER 3   | ITA Ret | CAN Ret | USA Ret | MEX Ret |     | 12.º | 8       |
| 1969    | Gold Leaf Team Lotus        | RSA Ret | ESP Ret | MON     | NED Ret | FRA Ret | GBR 4   | GER Ret | ITA 2   | CAN 3   | USA 1   | MEX Ret |         |     | 4.º  | 22      |
| 1970    | Gold Leaf Team Lotus        | RSA 13  | ESP Ret | MON 1   | BEL Ret | NED 1   | FRA 1   | GBR 1   | GER 1   | AUT Ret | ITA DNS | CAN     | USA     | MEX | 1.º  | 45      |
| Fuente: |                             |         |         |         |         |         |         |         |         |         |         |         |         |     |      |         |

| Predecesor: Jackie Stewart | Campeón de Fórmula 1 1970 | Sucesor: Jackie Stewart |